# Clearfield (Iowa)
Clearfield – miasto w Stanach Zjednoczonych, w stanie Iowa, w hrabstwach Taylor i Ringgold.

## Demografia
Zgodnie ze spisem statystycznym z 2000 roku, miasto liczyło 371 mieszkańców. W 2023 roku liczba mieszkańców spadła do 282 osób, a gęstość zaludnienia poniżej 135 osób/km².